# 白石ひでのり
白石 ひでのり（しらいし ひでのり、1979年1月16日（46歳））は、日本の音楽家、ソングライター、編曲家。本名：白石 英規。愛媛県松山市出身。

## 概要
2001年、広島経済大学を卒業後、地元愛媛県松山市に帰り音楽活動を始める。ライブを始めた当初からNHK松山放送局「てれごじ。」で特集を組まれたり、南海放送のラジオ番組などでED曲として楽曲が使われたり、愛媛県内のソロ・音楽家として名前を知られるようになる。
2006年には地元・愛媛県松山市で、バンドニッポリヒトを結成。同年四国最大のロック・フェスティバル「MONSTER baSH」に出演。同時にソロ活動では愛媛県のアコースティックシーンの垣根をなくそうと音楽イベント「裏松山計画」をスタート、現在まで県内外100組以上の音楽家が参加する催しとなっている。このイベントはテレビ朝日系音楽番組「ストリートファイターズ」でも特集された。
解散後、キミトサインを結成、「蛍光サイレン」（2015年1月）、覚醒ミライ（2015年9月）をMAD MAGAZINE RECORDSから発売。ひめキュンフルーツ缶のメジャー6thシングルに「覚醒ミライ」（オリコンシングルチャート24位）を提供し、同タイトルコラボレーションになった。ひめキュンフルーツ缶版「覚醒ミライ」は日本テレビ系「今夜くらべてみました」のEDテーマ、同シングルのC/W曲「青の少年」は愛媛日産のCMソングとしてそれぞれ使用された。
2016年10月、四年ぶりにソロの音源「雨・鼓動」を発売、その中に収録されている「雨」のミュージックビデオにはFRUITPOCHETTEの東志栞が出演している。
2017年8月、 広山詞葉 主演、山田佳奈監督ショートムービー「今夜新宿で、彼女は」の劇中歌に、自身が作詞作曲したキミトサイン「消せらセラレル」「所在不明」の2曲が使用された。11月20日吉祥寺WARPで行われたmomentリリースツアーファイナルを以てキミトサインを解散。
2018年、愛媛県松山市に拠点を戻し11月ソロ音源「ただいまつやま」を発売。
2019年、てらたぬ。（FRUITPOCHETTE）と「群青ノ赫」を結成。
2020年、自身が作詞作曲したひめキュンフルーツ缶「素晴らしきかな人生」が愛媛日産のCMソングとして使用された。
2021年10月に新曲「morning anchor」をYouTube:白石ひでのり 2nd channelで公開、約1年半ぶりに音楽活動を再開。フリーで音楽/映像制作を開始、更にwhitetree recordsで代表をつとめ、自身の他、中村百花、Reunionの作品を公開、新たなYouTubeチャンネル:白石ひでのり音楽家ch.を開設した。
2022年、白石ひでのり音楽家ch.の登録者が1万人登録達成。
Youtubeでは、BE：FIRST、XGを中心に自身の音楽、プロデュース、マネジメント経験を活かし音楽リアクションをしている。チャンネルの中で音楽活動休止中に介護職に転職、現在は介護サービス事業所の管理者をしていることも明かしている。
2024年、5月28日6年ぶりの音源「morning anchor」をデジタルリリース。8月自身のYouTubeが2万人登録を達成。10月元ひめキュンフルーツ缶の中村百花と結婚したことを発表した。
2025年、4月26日ニッポリヒトの2枚のアルバムとdemo曲の2曲がサブスクリプションと配信リリースが開始となった。

## 作品
- DEMO5/ニッポリヒト
- count2/ニッポリヒト
- 世界は時々,夢を見る/ニッポリヒト
- 蛍光サイレン/キミトサイン
- 覚醒ミライ/キミトサイン
- moment/キミトサイン
- evolution,僕が僕であること/qusco
- ソリチュード/白石 ひでのり
- 雨/鼓動/白石 ひでのり
- ただいまつやま/白石 ひでのり
- morning anchor/白石 ひでのり

## 楽曲提供
- ひめキュンフルーツ缶（ソロ含む）
  - turn of the world(詞/曲)
  - 君が描いた未来(詞/曲)
  - 覚醒ミライ(詞/曲)
  - 青の少年(詞/曲)
  - ワードレス(詞/曲)
  - 僕がぼくであること(詞/曲)
  - 夢幻ドロップ(詞/曲)
  - 一緒に帰ろう(詞/曲/編)
  - 蕾の桜(詞/曲/編)
  - 燦々百歩(詞/曲/編)
  - 虹色世代(詞/曲/編)
  - 素晴らしきかな人生(詞/曲/編)
  - ugly angry(曲/編)
  - 迷走メイズ(詞)
  - アンスリウム(詞)
  - ふたりで(詞/曲)-堀江洸fromひめキュンフルーツ缶
  - カレーの唄(詞/曲/編)-堀井梨穂fromひめキュンフルーツ缶
  - 僕がぼくであること(詞/曲/編)-中村百花fromひめキュンフルーツ缶
  - 人間二十跳び人生(トラックメイク)-堀井梨穂・友澤春香fromひめキュンフルーツ缶

- 唯我独尊（ソロ含む）
  - 忘却ソルジャー(詞/曲/編)
  - ベクトルノカナタ(詞/曲/編)
  - スキキライスキ(詞/曲/編)
  - 君ノ声、、、時々晴れ。(詞/曲/編)
  - losers(詞/曲/編)
  - ハピネス(詞/曲)
  - carry on(詞/曲/編)-西山俊彦from唯我独尊
  - otona(詞/曲/編)-神野光輝from唯我独尊
  - 点と、点(詞/曲/編)-吉田一貴from唯我独尊
  - Smile(詞/曲/編)-石田雄大from唯我独尊
- 高橋ありさ
  - カワラナイモノ(詞/曲)
  - 旗幟鮮明(詞/曲)
  - 今、かけがえのない時間(詞/曲/編)
  - I See The Light(詞/曲/編)
- 中村百花
  - ワタシノセカイ(詞/曲/編)
  - モノローグ(編)
  - ナイテサイタ(詞/曲/編)
  - 百花爛漫(詞/曲/編)
- Reunion
  - 再会(詞/曲/編)
  - 夢追い人(曲/編)
- ワードレス(詞/曲/編) marico
- ワタシノセカイ(詞/曲/編) torisole

## MV制作
- morning anchor/白石ひでのり
- ソラノイロ/白石ひでのり
- ナイトライト/白石ひでのり
- モノローグ/中村百花
- ナイテサイタ/中村百花
- 再会/Reunion
- 夢追い人/Reunion
- クラスメート/正岡みなみ
- ひびく/ぼうしさき
- 百花爛漫/中村百花
- GRAVITY/白石ひでのり
- 16ビート/白石ひでのり
- 煩と悩/白石ひでのり